# Aabenraa Amt

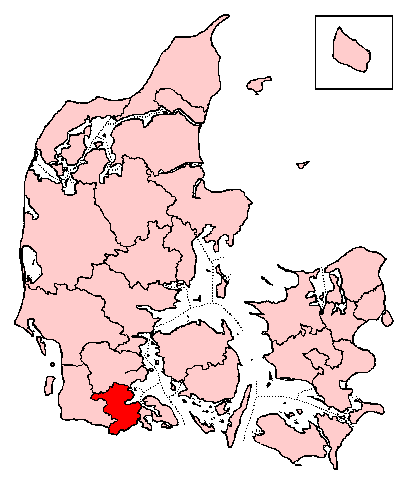
Aabenraa Amt

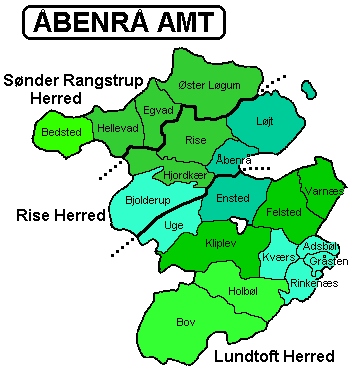
Aabenraa Amt 1920-1932, met herreder en parochies

Aabenraa Amt was tussen 1920 en 1932 een van de amten van Denemarken. Het amt was genoemd naar zijn hoofdplaats, de stad Aabenraa. In 1932 werd het samengevoegd met Sønderborg Amt, maar behield wel een eigen bestuur. In 1970 ging het op in de nieuwe provincie Zuid-Jutland.

## Geschiedenis
Aabenraa was, net als Tønder, Haderslev en Sønderborg, oorspronkelijk een amt in het hertogdom Sleeswijk. Na de oorlog van 1864 werd Sleeswijk eerst Oostenrijks, maar uiteindelijk in 1866 Pruissisch. Na de Eerste Wereldoorlog werd alsnog het referendum gehouden dat was voorzien in het Verdrag van Praag. Bij het referendum koos een meerderheid in Aabenraa voor aansluiting bij Denemarken.

## Indeling
Het amt was verdeeld in drie herreder:
- Lundtoft Herred
- Rise Herred
- Sønder-Rangstrup Herred

Op een parochie in Sønder-Rangstrup na liggen alle parochies in het bisdom Haderslev. Bedsted ligt in Ribe.